# Boningshus
Boningshus är en äldre benämning på det eller de bostadshus som tillhörde en jordbruksgård.
Ordet kommer liksom de svenska uttrycken "ombonat" och "bona golven" från "att göra något beboeligt". Ordet har senare ersatts av "bostadshus", där "stad" innefattar en mer permanent tillvaro i samma hus, jämför det svenska ordet "stadigvarande".